# Barbara Skrobiszewska

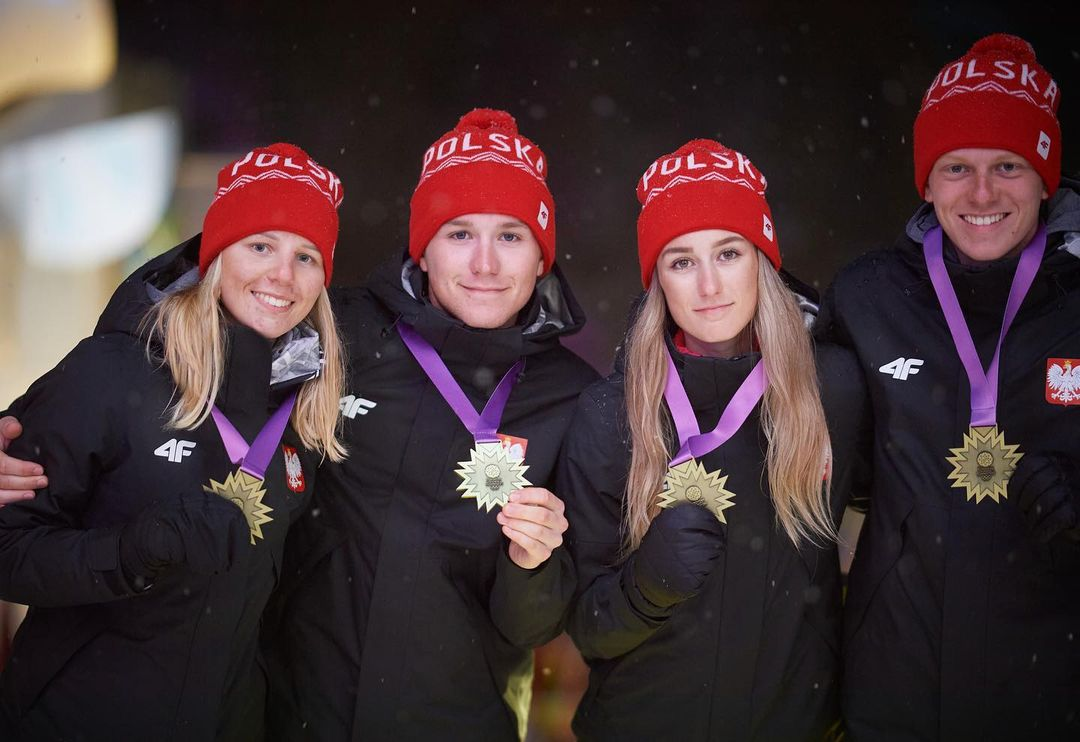
Brązowi medaliści biathlonowej sztafety mieszanej EYOF 2022

Barbara Skrobiszewska (ur. 5 stycznia 2003 w Jeleniej Górze) – polska biathlonistka. Brązowa medalistka XV Zimowego Olimpijskiego Festiwalu Młodzieży Europy w sztafecie mieszanej (z Anną Nędzą-Kubiniec, Fabianem Suchodolskim i Konradem Badaczem).
Medalistka mistrzostw polski młodziczek, juniorek oraz Ogólnopolskiej Olimpiady Młodzieży.
W 2021 wystartowała w mistrzostwach świata juniorów młodszych – w Obertilliach była 77. w biegu indywidualnym i 83. w sprincie.
W 2022 reprezentowała kraj na mistrzostwa świata juniorów młodszych w Soldier Hollow, gdzie była 34. w biegu indywidualnym, 39. w sprincie, 36. w biegu pościgowym, 8. w sztafecie. Tego samego roku była reprezentantką na zimowym olimpijskim festiwalu młodzieży Europy w Vuokatti. Zajęła 14. miejsce w sprincie, 8. w biegu indywidualnym i 3. w sztafecie mieszanej.
Biathlonistka MKS Karkonosze Jelenia Góra, absolwentka Szkoły Mistrzostwa Sportowego w Szklarskiej Porębie.

## Osiągnięcia

### Mistrzostwa świata juniorów

#### Juniorka młodsza
| Rok  | Miejscowość    | Konkurencje | Konkurencje | Konkurencje | Konkurencje | Konkurencje | Konkurencje | Konkurencje |
| Rok  | Miejscowość    | IN          | SP          | PU          | MS          | RL          | MR          | SR          |
| ---- | -------------- | ----------- | ----------- | ----------- | ----------- | ----------- | ----------- | ----------- |
| 2021 | Obertilliach   | 77.         | 83.         | –           | nd.         | –           | nd.         | nd.         |
| 2022 | Soldier Hollow | 34.         | 39.         | 36.         | nd.         | 8.          | nd.         | nd.         |

#### Juniorka
| Rok  | Miejscowość | Konkurencje | Konkurencje | Konkurencje | Konkurencje | Konkurencje | Konkurencje | Konkurencje |
| Rok  | Miejscowość | IN          | SP          | PU          | MS          | RL          | MR          | SR          |
| ---- | ----------- | ----------- | ----------- | ----------- | ----------- | ----------- | ----------- | ----------- |
| 2023 | Szczuczyńsk | 40.         | 37.         | 40.         | nd.         | 9.          | 8.          | nd.         |
| 2024 | Otepää      | 49.         | 11.         | nd.         | 23.         | 11.         | 4.          | nd.         |

### Mistrzostwa Europy juniorów
| Rok  | Miejscowość | Konkurencje | Konkurencje | Konkurencje | Konkurencje | Konkurencje | Konkurencje | Konkurencje |
| Rok  | Miejscowość | IN          | SP          | PU          | MS          | RL          | MR          | SR          |
| ---- | ----------- | ----------- | ----------- | ----------- | ----------- | ----------- | ----------- | ----------- |
| 2022 | Pokljuka    | 62.         | 57.         | 48.         | nd.         | nd.         | 14.         | –           |
| 2023 | Madona      | 62.         | 40.         | 29.         | nd.         | nd.         | –           | 15.         |
| 2024 | Jakuszyce   | 23.         | 9.          | nd.         | 6.          | nd.         | nd.         | nd.         |

### Zimowy olimpijski festiwal młodzieży Europy
| Rok  | Miejscowość | Konkurencje | Konkurencje | Konkurencje | Konkurencje | Konkurencje | Konkurencje | Konkurencje |
| Rok  | Miejscowość | IN          | SP          | PU          | MS          | RL          | MR          | SR          |
| ---- | ----------- | ----------- | ----------- | ----------- | ----------- | ----------- | ----------- | ----------- |
| 2022 | Vuokatti    | 8.          | 14.         | nd.         | nd.         | nd.         | 3.          | nd.         |

### Uniwersjada
| Rok  | Miejscowość | Konkurencje | Konkurencje | Konkurencje | Konkurencje | Konkurencje | Konkurencje | Konkurencje |
| Rok  | Miejscowość | IN          | SP          | PU          | MS          | RL          | MR          | SR          |
| ---- | ----------- | ----------- | ----------- | ----------- | ----------- | ----------- | ----------- | ----------- |
| 2023 | Lake Placid | 2.          | 7.          | 3.          | 10.         | nd.         | –           | nd.         |
| 2025 | Turyn       | 12.         | 1.          | 1.          | nd.         | nd.         | –           | nd.         |